# 웨일스인
웨일스인(웨일스어: Cymry)은 웨일스의 켈트계 토착 민족이다. 웨일스뿐 아니라 인접한 잉글랜드에도 상당수 거주하며, 미국, 캐나다, 오스트레일리아, 아르헨티나 등에도 큰 규모의 웨일스계 이민자 집단이 존재한다.
웨일스어의 언어적 역사를 두고 말할 때, 이들은 영어를 사용하는 앵글로색슨계 인구가 들어오기 전부터 그레이트브리튼 섬에 살던 고대 브리튼인의 말예로 볼 수 있으며, 스스로를 진정한 영국의 원주민으로 여긴다. 근현대에 들어 이들의 웨일스어는 빠르게 영어로 대체되었으나 웨일스 민족주의가 대두하며 웨일스어 부흥 운동이 진행되고 있다.

## 같이 보기
- 웨일스의 역사
- 영국인